# Golęcin (Szczecin, 1955–1976)
Golęcin – dawne osiedle administracyjne Szczecina, należące do dzielnicy Nad Odrą. Istniało w latach 1955–1976. Według danych z 6 grudnia 1960 r. osiedle zamieszkiwało 5851 osób.
W 1990 r. przywrócono zlikwidowany w 1976 r. podział miasta na cztery dzielnice. Powołano wówczas nowe osiedle o nazwie Golęcino-Gocław, które weszło w skład dzielnicy Północ jako jedno z 7 osiedli.